# Urraween
Urraween är en ort i Australien. Den ligger i kommunen Fraser Coast och delstaten Queensland, omkring 240 kilometer norr om delstatshuvudstaden Brisbane. Antalet invånare är 4 664.
Närmaste större samhälle är Urangan, nära Urraween. 
Trakten runt Urraween består till största delen av jordbruksmark. Runt Urraween är det glesbefolkat, med 20 invånare per kvadratkilometer. Genomsnittlig årsnederbörd är 1 350 millimeter. Den regnigaste månaden är mars, med i genomsnitt 291 mm nederbörd, och den torraste är september, med 21 mm nederbörd.